# Saulo Gomes
Saulo Gomes (Rio de Janeiro, 2 de maio de 1928 - Ribeirão Preto, 23 de outubro de 2019) foi um escritor e jornalista brasileiro. Ocupou a cadeira 28 da Academia Ribeirão-pretana de Letras.
Durante 20 anos recebeu todos os prêmios de reportagem.
Foi ele quem inovou ao introduzir o uso do helicóptero nas reportagens jornalísticas, em 1967.

## Carreira
Iniciou sua atividade jornalística em janeiro de 1956, quando foi o primeiro colocado em um concurso no qual disputavam cerca de 200 jovens para uma vaga de repórter da Rádio Continental.
Como repórter investigativo, Saulo iniciou suas atividades em 1958 graças aos diversos casos de mortes e chacinas no Rio de Janeiro, promovidos pelo Esquadrão da Morte. Em 1960 conseguiu desvendar, em primeira mão, o misterioso Crime da Fera da Penha que ganhara repercussão nacional. Por conta dessa investigação, sofreu 2 atentados.
Em 1964, ele tornou-se o primeiro jornalista proibido de exercer a profissão pelos militares.
Em 1968, Saulo começou sua amizade com Chico Xavier, quando, então repórter da TV Tupi, ele conseguiu convencer o médium a romper longo período de silêncio com a imprensa brasileira, ressabiado com a parte dela que o tratava como uma fraude. A partir daí, Saulo teria acesso privilegiado a Chico, além da convivência como amigos até a morte do espírita, em 2002. Desde então, escreveu dois livros sobre Chico Xavier, e faz palestras sobre o mesmo Brasil afora.
Em 2 de maio de 1980 protagonizou um momento histórico, informando ao vivo, às 16:21 horas, que a central paulista da extinta TV Tupi deixava, naquele instante, de gerar suas imagens.
É de sua autoria uma reportagem especial sobre o "Maníaco do Parque", que marcou uma das maiores audiências da TV Record: foram 38 pontos, contra 16 da TV Globo.
Em 2011 ele foi homenageado, como autor local, na 11ª Feira Nacional do Livro de Ribeirão Preto.

## Morte
O jornalista morreu na madrugada do dia 23 de Outubro de 2019 em sua residência na cidade de Ribeirão Preto, interior do estado de São Paulo. De acordo com familiares, Saulo Gomes sofreu um infarto enquanto dormia.

## Livros

- 1996 - O Último Vôo - Uma Investigação Sem Limites. Editora Oficina Cultural Monica Buonfiglio.
- 2000 - Quem matou Che Guevara
- 2009 - Pinga-Fogo com Chico Xavier
- 2010 - As Mães de Chico Xavier
- 2014 - A Coragem da Inocência de Madre Maurina Borges da Silveira
- 1996 - O Último Vôo - Uma Investigação Sem Limites. Oficina Cultural Monica Buonfiglio, 1996.  O livro, baseado nas canalizações espirituais de Monica Buonfiglio, denuncia erros técnicos e humanos da queda do avião que vitimou os Mamonas Assassinas[7]. As  canalizações espirituais nortearam as investigações de Saulo e acabaram por inocentar o piloto. Alguns meses após o lançamento do livro, a Revista Manchete publicou uma reportagem com a seguinte chamada: "Monica Buonfiglio tinha razão: o piloto não falhou sozinho na queda do avião que matou os rapazes. A verdade sobre a tragédia dos Mamonas"[7]. Segundo  Monica, no dia 4 de março de 1996, enquanto preparava o café da manhã na sua casa, ela visualizou, ao seu lado esquerdo, o guitarrista Bento Hinoto. Ela relata que, com as duas mãos juntas, como numa súplica, ele lhe pedia que falasse às pessoas que o piloto não era o culpado, pois havia sido mal orientado pela torre de controle do aeroporto[7].

2018 - Nosso Chico

## Prêmio
| Ano  | Prêmio           | Categoria                    | Resultado | Ref.  |
| ---- | ---------------- | ---------------------------- | --------- | ----- |
| 1958 | Revista do Rádio | Melhor rádio-repórter do ano | Venceu    | [ 8 ] |

## Biografia
- Silva, Adriana. Saulo Gomes: O Grande Reporter Investigativo. Editora Infinda, 2016.[9]